# Ембрихо (Регенсбург)
Ембрихо (на немски: Embricho, Ambricho, † 14 юли 891) е седмият епископ на Регенсбург от 864 до 891 г.

## Духовна кариера
Ембрихо последва Ерханфрид през 864 г. като на епископ на Регенсбург. Той също е абат-епископ и ръководител на манастир Санкт Емерам. С епископа на Айхщет Отгар той сменя собствености, за които дава Нойбург на Дунав и Егвайл.
След смъртта му през 891 г. епископ на Регенсбург става Асперт фон Фелден.